# Noapte de vis (album)
Noapte de vis este titlul primului album muzical al formației t-Short. Acesta a fost lansat pe 19 decembrie 1996, la Sala Palatului, în cadrul Târgului Internațional de Muzică - toamnă/iarnă, unde a obținut premiul pentru cea mai frumoasă lansare de casetă, la Gala premiilor muzicale - Cele mai bune vânzări. Ediția a doua a fost scoasă pe piață în 1997, conținând în plus piesa titulară a albumului, ce apăruse inițial doar pe compilația „Techno dance party I” (iunie 1996). La această melodie, t-Short și Petrică Gheorghe de la Televiziunea Română, au realizat un videoclip, difuzat și pe postul de televiziune francez MCM. Astfel t-Short devenea prima formație dance din România difuzată pe un post internațional de televiziune . „Noapte de vis” a fost vândut în peste 100.000 de exemplare, fără a socoti și casetele piratate. Concertul de promovare de la Sala Polivalentă, de pe data de 8 martie 1997 a avut peste 5.000 de spectatori.
Piesele au fost lucrate împreună cu Daniel Alexandrescu de la formația K1. Melodiile „Noapte de vis” și „Eu nu știu de ce” au mai apărut și pe compilația „Techno dance party I”, iar „Visez” pe „Techno dance party II” (octombrie 1996).

## Piese
1. ...Mesagerii Dragostei
2. Noapte de vis ¹
3. Lacrimi
4. Unde ești?
5. Împreună (cu Armonia)
6. Visez
7. Noapte de vis (negativ)
8. Visez (tequila mix)
9. Noapte de vis (unplugged version)
10. Poveste de iarnă
11. Eu nu știu de ce
12. Noapte de vis (remix dance)
13. Întoarcerea la stele

¹ - piesă apărută doar în ediția a doua a albumului.